# Geldrop vasútállomás
Geldrop vasútállomás Hollandiában, Geldrop-Mierlo településen. Az állomást a Nederlandse Spoorwegen üzemelteti.

## Vasútvonalak
Az állomást az alábbi vasútvonalak érintik:
- Eindhoven–Weert-vasútvonal

## Kapcsolódó állomások
A vasútállomáshoz az alábbi állomások vannak a legközelebb:
- Eindhoven vasútállomás
- Heeze vasútállomás